# Parafia Wniebowzięcia Najświętszej Maryi Panny w Kraśniku
Parafia Wniebwzięcia Najświętszej Maryi Panny w Kraśniku – parafia rzymskokatolicka w Kraśniku, należąca do archidiecezji lubelskiej i Dekanatu Kraśnik. Została erygowana 1 stycznia 1325. Kościół parafialny wybudowany w latach 1409–1469. Mieści się przy ulicy Klasztornej.

## Zasięg parafii
- Kraśnik – ulice: Aleja Tysiąclecia, Armii Krajowej, Bagno, Batalionów Chłopskich, Bojanowska, Bóźnicza, Cegielniana, Ceramiczna, Fryderyka Chopina, Cmentarna, Marii Dąbrowskiej, Dolna, Festiwalowa, Filaretów, Grodzka, Harcerska, Jagiellońska, Janowska, Jasna, Klasztorna, Jana Kochanowskiego, Koszarowa, Tadeusza Kościuszki, Krakowska, Krańcowa, Krzywa, Kwiatkowicka, Lubelska, Łąkowa, Mieszka I, Miła, Mleczarska, Młyńska, Mostowa, Nadstawna, Gabriela Narutowicza, Niecała, Oboźna, Ogrodowa, Okopowa, Olejna, Juliusza Osterwy, Ostrowiecka, Parkowa, Józefa Piłsudskiego, Plac Wolności, Podleska, Podwalna, Polna, Bolesława Prusa, Przechodnia, Przemysłowa, Kazimierza Pułaskiego, Ratuszowa, Mikołaja Reja, Rybna, Rycerska, Rzeczycka, Sądowa, Skośna, Spokojna, Spółdzielcza, Strażacka, Stroma, Andrzeja Struga, Suchyńska, Szewska, Szkolna, Śliska, Tęczyńskich, Towarowa, Ułańska, Urzędowska, Wałowa, Wąska, Wesoła, Józefa Widerlika, Wierzbowa, Zaklikowska, Zamkowa, Zgoda i Żytnia[1].
- Słodków Pierwszy, Spławy Pierwsze, Spławy Drugie, Kowalin, Stróża, Wyżnica-Kolonia[2][1].